# Elizabeth May McClintock
Elizabeth May McClintock (* 7. Juli 1912 in Los Angeles, Kalifornien, Vereinigte Staaten; † 19. Oktober 2004 in Santa Rosa, Vereinigte Staaten) war eine US-amerikanische Botanikerin und Hochschullehrerin. Sie war von 1949 bis zu ihrer Pensionierung 1977 Kuratorin in der Abteilung für Botanik der California Academy of Sciences und dokumentierte invasive Pflanzen in Kalifornien.

## Leben und Werk
McClintock war das älteste Kind ihrer Eltern. Sie studierte Botanik an der University of California in Los Angeles, wo sie 1937 ihren Bachelor- und 1939 ihren Master-Abschluss erwarb. Von 1941 bis 1947 war sie als Herbariumsbotanikerin an der University of California, Los Angeles (UCLA) tätig und erstellte eine Monographie der Gattung Monarda.
Anschließend zog sie nach San Francisco und wurde 1948 stellvertretende Kuratorin für Botanik an der California Academy of Sciences. Sie organisierte als Erste an der Akademie ein effizientes System zur Aufzeichnung botanischer Pflanzen schuf und pflegte das Herbarium der Akademie. Sie wurde dort 1969 Kuratorin für Botanik. Gleichzeitig war sie als Resident Associate am Herbarium der University of California, Berkeley (UC Berkeley) tätig und arbeitete am Jepson Manual Project mit.
Im Herbst 1947 begann sie ihr Promotionsstudium an der University of Michigan. 1956 promovierte sie dort mit Spezialisierung auf die Taxonomie und Verbreitung von Blütenpflanzen, insbesondere von kalifornischen Pflanzen. McClintock war die erste Kuratorin für Botanik an der California Academy of Sciences, die einen Ph.D. erlangte.
Nach ihrer Pensionierung 1977 erhielt McClintock keine Rente, da ihr Gehalt während ihrer Tätigkeit an der California Academy of Sciences zu niedrig war. Nach 30 Jahren an der Akademie wurde McClintock auch nicht emeritiert, aber sie setzte ihre Forschung mit einem Ehrentitel der UC Berkeley fort.
2000 musste McClintock im Alter von 88 Jahren ihre Arbeit aus Krankheits- und Altersgründen aufgeben. Vier Jahre später starb sie im Alter von 92 Jahren an einer Lungenentzündung.

## Arbeit außerhalb der California Academy of Sciences
McClintock war in der Botanik-Gemeinschaft sehr aktiv und fungierte 21 Jahre lang als Redakteurin und Herausgeberin des Journal of the California Horticultural Society. Seit 1956 war sie Mitglied der Arboretum Foundation. Sie war außerdem Mitglied in weiteren Organisationen, darunter der Botany Society of America, der International Society of Plant Morphologists und der Society of the Sigma XI, einer internationalen Ehrengesellschaft für wissenschaftliche Forschung. Sie reiste nach London, forschte an asiatischen Pflanzen und überprüfte dort mehrere botanische Gärten. Für die Feldarbeit der Botaniker an der Akademie gab es keine finanzielle Unterstützung, sodass McClintock hauptsächlich Pflanzen in Arizona sammeln konnte.
Während ihrer Zeit an der UC Berkeley verfasste sie Abhandlungen über Familien und Gattungen für das Jepson Manual. Auch nach ihrer Pensionierung war McClintock noch 23 Jahre lang aktiv in der Botanik-Gemeinschaft tätig und arbeitete an verschiedenen Projekten wie The Trees of Golden Gate Park and San Francisco, das 2001 veröffentlicht wurde.

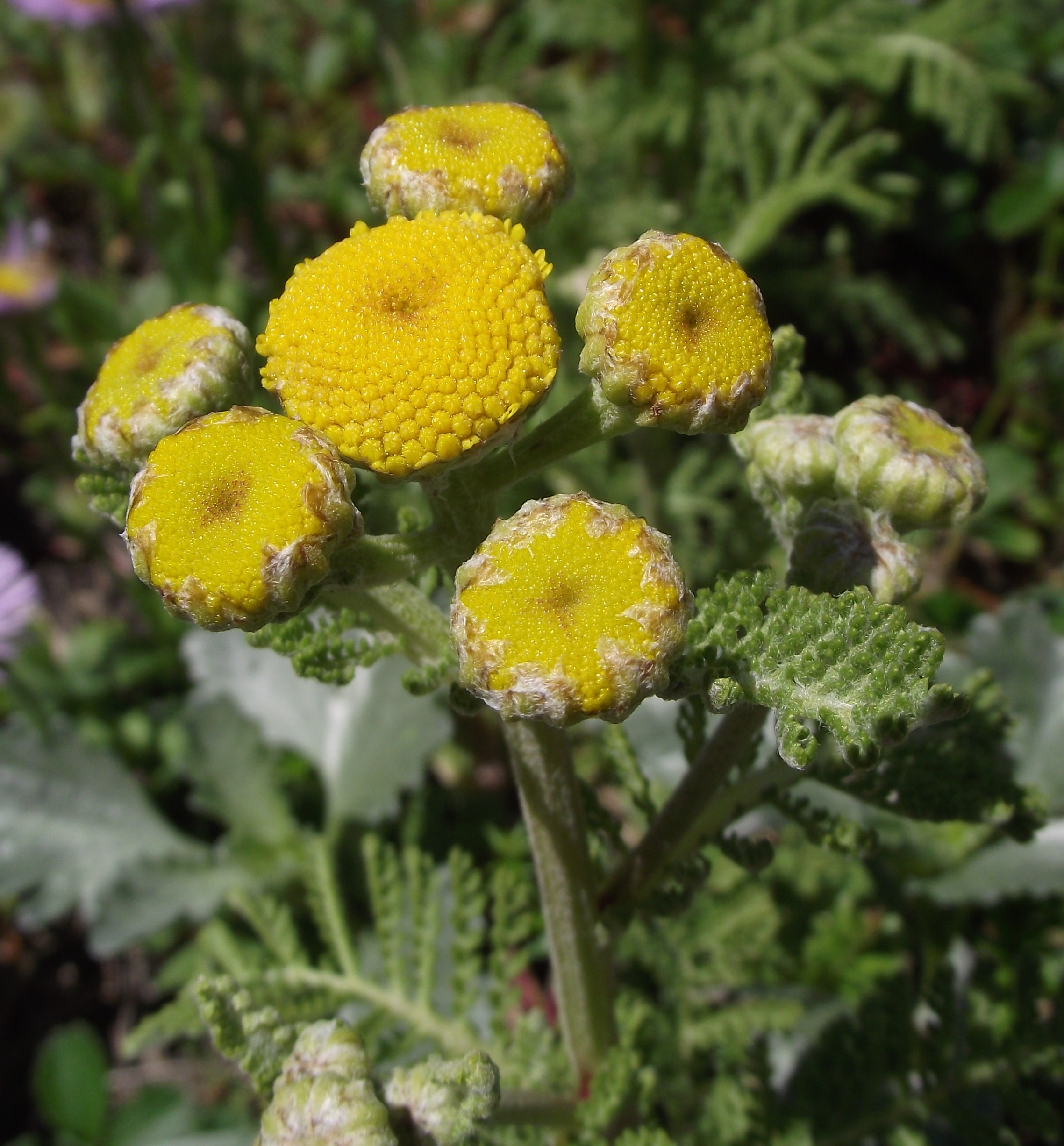
Tanacetum camphoratum im UC Botanical Garden, Berkeley

Als engagierte Verfechterin des Naturschutzes kämpfte sie 1960 erfolgreich gegen die Erweiterung des Panhandle Freeway zum Central Freeway in San Francisco und setzte sich für den Erhalt des seltenen Dünen-Rainfarns (Tanacetum camphoratum) ein. Ihre Flora des San Bruno Mountain war ausschlaggebend dafür, den Grundstein für den dauerhaften Schutz des Gebiets als Staats- und Bezirkspark zu legen. Der Dünen-Rainfarn wurde mithilfe von Exemplaren aus dem Regional Parks Botanic Garden am San Bruno Mountain wieder angesiedelt.
McClintock überprüfte die Pflanzennomenklatur und verfasste Artikel zu einer breiten Palette von Themen, insbesondere zu den Bäumen des Golden Gate Park. Sie engagierte sich in vielen Naturschutz- und Gartenbauorganisationen, darunter der California Native Plant Society und The Nature Conservancy.
Mehrere Sorten, darunter die Elizabeth-Buschanemone (Carpenteria californica Elizabeth) und die Elizabeth-McClintock-Manzanita (Arctostaphylos manzanita Elizabeth McClintock), wurden vom Regional Parks Botanic Garden-Direktor Wayne Roderick nach ihr benannt.
Während ihrer Zeit an der California Academy of Sciences war sie außerdem Herausgeberin des Journal of the California Horticultural Society, bevor sie 1976 das Magazin Pacific Horticulture herausbrachte. 25 Jahre lang war sie stellvertretende Herausgeberin dieses Magazins und verfasste 71 Artikel über 170 Baumarten, die im Park wachsen. Diese wurden in Trees of Golden Gate Park zusammengestellt und 2001 veröffentlicht.
McClintock war auch im San Francisco Botanical Garden im Strybing Arboretum aktiv, wo sie bei der Erstellung des ersten Pflanzenaufzeichnungssystems half und Guide List to Plants in Strybing veröffentlichte. Sie war Mitbegründerin der Strybing Arboretum Society und deren dritte Präsidentin.
Sie war in zahlreichen anderen Organisationen aktiv, darunter Friends of Recreation and Parks, Friends of the Urban Forest, das Tree Advisory Board, das California Natural Areas Coordinating Council, die California Native Plant Society, die American Association of Botanical Gardens and Arboreta, die International Dendrology Society und die lokalen Niederlassungen der Nature Conservancy und des Sierra Club.
Beim Zitieren eines botanischen Namens wird die Standardabkürzung E.M.McClint verwendet, um sie als Autorin anzugeben.

## Ehrungen (Auswahl)
Im Laufe der Jahre erhielt sie mehrere Auszeichnungen, darunter 2002 die Gold Veitch Memorial Medal der Royal Horticultural Society in London.

## Veröffentlichungen (Auswahl)
- mit Thomas C. Fuller: Poisonous Plants of California. University Of California Press, 1988, ISBN 978-0-520-05569-8.
- Annotated Checklist of Ornamental Plants of Coastal Southern California/3276. Agriculture & Natural Resources, 1982, ISBN 978-0-931876-58-5.
- mit Carl Epling: University of California Publications in Botany. ISBN 978-0-598-18134-3.
- mit Mildred Esther Mathias: A checklist of woody ornamental plants of California. Division of Agricultural Sciences, University of California, Berkeley 1963.[8]
- mit Eric Walther: Guide list to plants in the Strybing Arboretum. 1958.
- Flora of San Bruno Mountains. 1968.
- An Annotated Checklist of Woody Ornamental Plants of California, Oregon and Washington. 1979.
- California Flora. 1985.
- Trees of Golden Gate Park. 2001.